# NGC 4915
NGC 4915 (również PGC 44891 lub UGCA 318) – galaktyka eliptyczna (E), znajdująca się w gwiazdozbiorze Panny. Odkrył ją William Herschel 11 marca 1787 roku.